# Наседкин, Василий Фёдорович
Васи́лий Фёдорович Насе́дкин (1 [13] января 1895, дер. Веровка, Уфимская губерния — 15 марта 1938, Москва) — русский советский поэт.

## Биография
Родился в многодетной крестьянской семье в деревне Веровка Уфимской губернии. Отец, Фёдор Наседкин, был хорошим плотником. Помимо Василия из детей в живых остались его сёстры: Мария, Антонина, Прасковья. Рядом с русской Веровкой были две деревни: башкирская (Юрматы) и украинская, но украинцы жили и в Веровке. Дети из этих деревень вместе играли, поэтому знали все три языка (по воспоминаниям дочери Василия Наседкина Наталии, впоследствии это пригодилось отцу в переводческой работе).
Дядя Василия по линии матери, фельдшер, посоветовал племяннику учиться и обещал ему материально помогать. В 1909 году Василий окончил сельское четырёхклассное училище, а затем по совету дяди поступил в учительскую семинарию в Стерлитамаке. В каникулы работал десятником на железной дороге.
В 1913 году, после окончания семинарии и непродолжительной учёбы в Екатеринбурге, переехал в Москву и поступил на физико-математический факультет Московского университета. В 1914 году стал членом РСДРП(б) и в том же году перешёл в университет Шанявского, где познакомился с Сергеем Есениным. Средства на проживание зарабатывал репетиторством.
В 1915 году ушёл добровольцем на фронт Первой мировой войны, был контужен, попал в немецкий плен, откуда удалось бежать. Затем учился в Алексеевском юнкерском училище, там по заданию большевиков вёл пропагандистскую работу. В 1917 году участвовал в вооружённом восстании, руководил юнкерами, перешедшими на сторону большевиков, участвовал в захвате телеграфа, почты, телефонной станции, взятии Московского Кремля совместно с красногвардейцами телеграфно-прожекторного полка. Был членом революционного полкового комитета, членом Реввоенсовета, затем комиссаром полка.
В 1920—1923 годах участвовал в подавлении басмачества в Туркестане. Там же опубликовал в местной печати свой лирический цикл «Согдиана. Стихи о Туркестане». В 1921 году вышел из партии. Как писал член Международного есенинского общества «Радуница» М. Н. Мухаревский, причиной стал увиденный во время отпуска в родной деревне «необузданный грабёж крестьян при взимании продразвёрстки».
Осенью 1923 года вернулся в Москву. Демобилизовавшись из армии, поступил в Брюсовский литературно-художественный институт, где учился более года. Одновременно работал внештатным редактором в журнале «Город и деревня». В 1923 году его стихи появились в журнале «Красная новь» и альманахе «Недра».
В феврале 1924 года вновь встретился с Есениным, который пригласил его к себе домой. Наседкин читал стихи ему и его сёстрам. Есенину особенно понравились «Гнедые стихи» своим напоминанием деревенского детства, он ценил Наседкина как знатока народных песен и прекрасного их исполнителя. В 1923—1928 годах Наседкин состоял в литературной группе «Перевал». На заседания литературной группы в 1924 году приходил послушать стихи своего друга Есенин. Переваловцам Есенин впервые (в середине марта 1925 года) прочитал недавно написанную поэму «Анна Снегина» и цикл стихов «Персидские мотивы». В свою очередь Наседкин посещал кафе «Стойло Пегаса», где Есенин читал свои стихи. В марте 1925 года Есенин и Наседкин планировали открыть новый журнал «Поляне». 19 декабря 1925 года Наседкин зарегистрировал свой брак с Екатериной Есениной — сестрой Есенина.
В конце 1920-х годов Наседкин стал ярым противником коллективизации. В 1930 году его вызвали в ОГПУ, допрашивали, почему в 1921 году он вышел из партии большевиков. Он заявил, что был не согласен с «политикой на селе и в литературе», и подтвердил, что во время публичных выступлений, говоря об правящей идеологии, именовал ее «идиотологией».
С 1930 года член Всесоюзной организации пролетарско-колхозных писателей. В 1930-х годах занимался литературным редактированием в журнале «Колхозник», в котором возглавлял отдел поэзии.
26 октября 1937 года был арестован. НКВД фальсифицировало так называемое «дело литераторов» — «террористической группы писателей, связанной с контрреволюционной организацией правых». Им вменялась также подготовка покушения на Сталина. В списке обвиняемых по делу литераторов во «главе» с писателем Валерианом Правдухиным были: Иван Макаров, Алексей Новиков-Прибой, Павел Васильев, Ефим Пермитин, Иван Приблудный, Михаил Карпов, Петр Парфёнов, Сергей Клычков, Юрий Олеша, сын Есенина Юрий и многие другие.
15 марта 1938 года по обвинению в «террористических намерениях» был приговорён к расстрелу. Расстрелян и похоронен на полигоне «Коммунарка».
В августе 1956 года по заявлению Екатерины Есениной и ходатайству заместителя секретаря Правления Союза писателей СССР К. В. Воронкова, писателя Ю. Н. Либединского и последней жены Есенина Софьи Толстой полностью реабилитирован.

### Семья
Жена (с 19 декабря 1925 года) — Екатерина Александровна Есенина (1905—1977, Москва). В 1938 году была арестована и 1 ноября 1938 года приговорена к лишению права жить в 15 пунктах сроком на 5 лет.
- сын — Андрей[13],
- дочь — Наталия[1][13].

## Творчество
Первые стихи опубликовал в 1919 в газете «Правда». В начале 1920-х годов печатался в Туркестане.
В 1924 году произошла вторая встреча В. Наседкина с Сергеем Есениным, ставшая знаковой в его личной жизни и творческом становлении как одного из значительных «новокрестьянских поэтов».
В 1924—1933 годах печатался почти во всех советских журналах и альманахах: «Новый Мир», «Круг», «Красная новь», «Наши дни», «Рабочий журнал», «Перевал», «Красная нива», «Прожектор». При жизни поэт издано три сборника стихов («Тёплый говор», «Ветер с поля», «Стихи. 1922—1932») и воспоминания «Последний год Есенина» (1927).
После реабилитации в 1956 году издали дважды: в Москве (1968 год) и в Уфе (в 1978-м, включены воспоминания Наседкина о Есенине).
Стихи В. Наседкина переведены на болгарский язык Красимиром Георгиевым.

### Избранные публикации
Источник — электронные каталоги РНБ
- Наседкин В. Ф. Ветер с поля : Стихи 1922—1930. — М.: Федерация, 1931. — 102 с.
  - Наседкин В. Ф. Ветер с поля : Стихи. — М.: Сов. Россия, 1968. — 222 с., 10 000 экз.
  - Наседкин В. Ф. Ветер с поля : Стихи, воспоминания о Есенине / Предисл., составитель и коммент. М. А. Чванова. — Уфа: Башк. книжное издательство, 1978. — 159 с. — (Золотые родники). — 50 000 экз.
- Наседкин В. Ф. Избранные стихи. — М.: Сов. писатель, 1960. — 139 с., 3 000 экз.
- Наседкин В. Ф. На верном пути : (Рассказ из немецкой жизни). — М.: издательство ЦК МОПР СССР, 1927 [1926]. — 28 с.
- Наседкин В. Ф. Последний год Есенина : (Из воспоминаний). — М.: Никитинские субботники, 1927. — 46 с., 3 000 экз.
  - Наседкин В. Ф. Последний год Есенина / Подгот. текста и вступ. ст. А. Л. Казакова. — Челябинск: Форум-издат, 1992. — 40 с., 30 000 экз.
- Наседкин В. Ф. Сеид Рафик : (Рассказ). — М.: ЦК МОПР СССР, 1927 [1926]. — 23 с.
- Наседкин В. Ф. Стихи. 1922—1932. — М.: Моск. товарищество писателей, 1933. — 212 с.
- Наседкин В. Ф. Тёплый говор : [Стихи. (1922—1926)]. — М.: Никитинские субботники, 1927 [1926]. — 106 с.

### Переводы
- Вургун Самед. Стихи и поэмы / Перевод с азербайджанского Б. Серебрякова, В. Наседкина, Р. Ивнева, Б. Брика; Обложка А. Лурье; Портрет работы В. Кроткова. — Тифлис: Закгиз, 1935. — 85 с. — 4000 экз.